# کرشاو (کارولینای جنوبی)
کرشاو(به انگلیسی: Kershaw) شهری در ایالت کارولینای جنوبی کشور ایالات متحده آمریکا است که جمعیت آن در سرشماری سال ۲۰۱۰ میلادی، ۱٬۸۰۳ نفر بوده‌است.